# Settimo Torinese
Settimo Torinese (piemonti nyelven ël Seto) egy 47 988 lakosú település Olaszországban, Torino megyében. Piemont tizedik legnépesebb települése, megelőzve ezzel megyeszékhelyeket is.

## Elhelyezkedése

Settimo Torinese község Torino megye térképén

A vele határos települések: Borgaro Torinese, Brandizzo, Caselle Torinese, Castiglione Torinese, Gassino Torinese, Leini, San Mauro Torinese, San Raffaele Cimena, Torino és Volpiano.

## Settimo Torinesehez köthető személyek
- Andrea Cristiano, az AlbinoLeffe labdarúgója;
- Gabriel Garko, színész;
- Gabriele Vacis, színházi és televíziós rendező, író;
- Primo Levi, író és kémikus;
- Roberto Alpi, színész;
- Stefano Righi, aRigheira énekese;
- Ugo Martinat, politikus.

## Közlekedés
Settimo Torinese könnyedén megközelíthető az A4, A5 és A55-ös autópályákon, valamint vonattal. Vasútállomása a Torino-Milánó vonal mentén fekszik, annak fontos csomópontja.

## Testvérvárosok
- Valls, Spanyolország
- Chaville, Franciaország
- Yanzhou, Kína
- Montalto Dora, Olaszország
- Cavarzere, Olaszország
- Montesilvano, Olaszország
- Ischitella, Olaszország
- Rionero in Vulture, Olaszország

## Fordítás
- Ez a szócikk részben vagy egészben  a   Settimo Torinese című olasz Wikipédia-szócikk fordításán alapul.  Az eredeti cikk szerkesztőit annak laptörténete sorolja fel. Ez a jelzés csupán a megfogalmazás eredetét és a szerzői jogokat jelzi, nem szolgál a cikkben szereplő információk forrásmegjelöléseként.